# Pierre Berteaud
Pierre Berteaud, né Jean Baptiste Pierre Léonard Berteaud le 30 novembre 1798 à Limoges et mort le 2 mai 1879 à La Morguie (Sainte-Fortunade), est un ecclésiastique catholique français. Il est évêque de Tulle de 1842 à 1878, année de sa démission pour raisons de santé. Proche de Louis Veuillot, il est l'une des figures du courant ultramontain en France.

## Biographie

### Premières années
Pierre Berteaud est le fils de Léonard Berteaud, négociant, et de Louise Joubert. Il naît le 30 novembre 1798 (10 frimaire an VII) à Limoges. Élève du collège de Confolens, il fréquente ensuite le lycée de Limoges avant d'entrer finalement au grand séminaire de Limoges en 1813. Dès 1816, il occupe les fonctions de professeur de philosophie au petit séminaire du Dorat, Il est ordonné prêtre en 1821 et poursuit ses activités d'enseignement jusqu'en 1826.
À partir de 1826, il devient journaliste et prédicateur ; durant les quatre dernières années de la Restauration, il étudie en profondeur la pensée du théologien ultramontain Lamennais. En 1831, sous la monarchie de Juillet, il est nommé chanoine de la cathédrale Saint-Étienne de Limoges,. Il parcourt la France pour ses activités de prédication ; son talent lui attire une célébrité nationale.
Remarqué par la reine Marie-Amélie et le gouvernement, et recommandé par son ami Thomas Gousset, archevêque de Reims, il est nommé évêque de Tulle le 15 juin 1842, non sans que le Saint-Siège ait fait part de ses réticences sur l'absence d'expérience paroissiale ou diocésaine du nouvel évêque ; son adhésion passée aux thèses de Lamennais est aussi scrutée.

### Evêque de Tulle

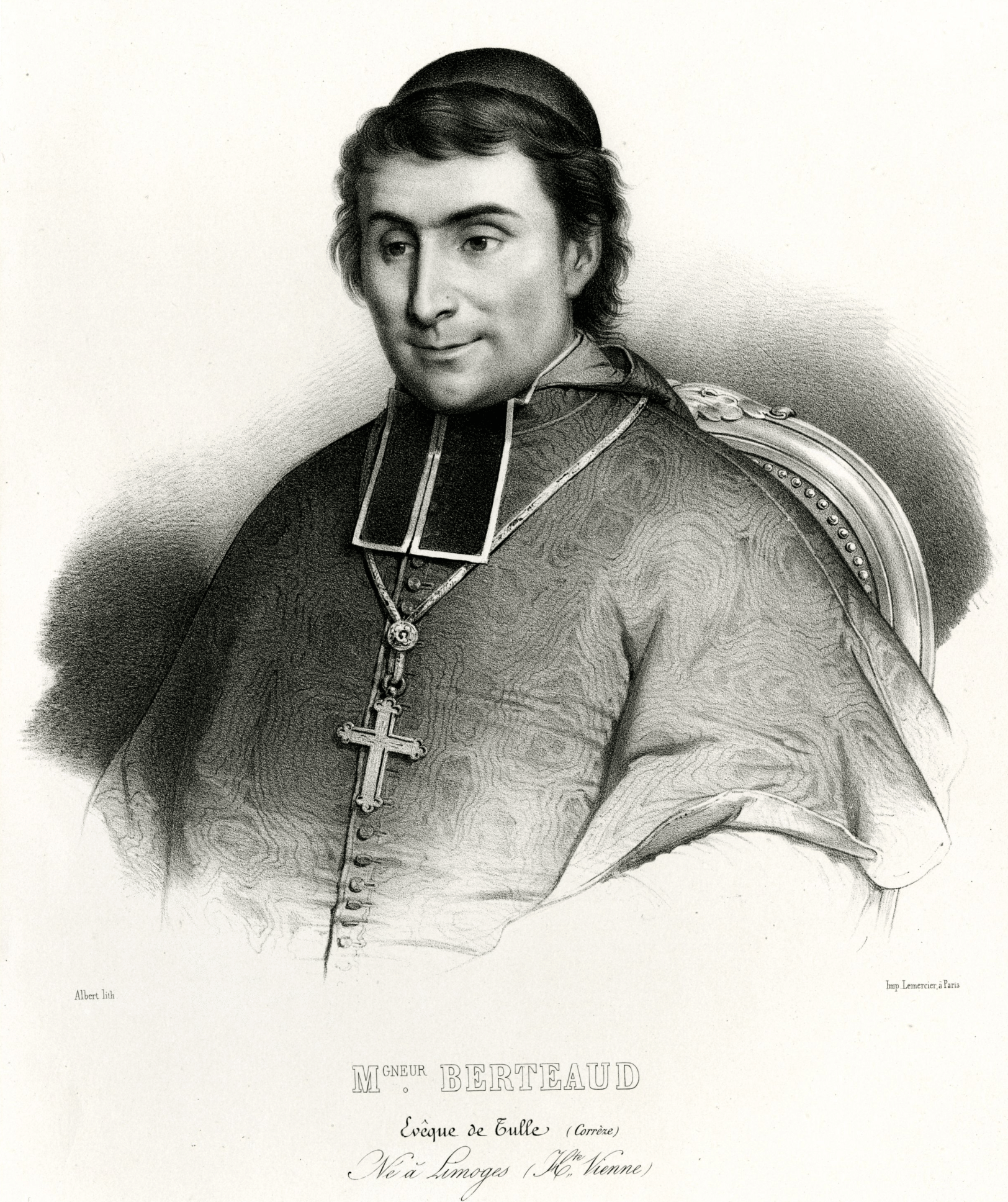
Berteaud après sa nomination dans le diocèse de Tulle (gravure).

À sa nomination, il choisit la devise « In verbo autem tuo laxabo rete » (« confiant en ta parole, je jetterai le file ») issue de l'évangile selon saint Luc (5,5) et un blason « d'azur à deux bras d'argent sortant d'un nuage du même, mouvant du flanc sénestre de l'écu et jetant un filet de sable sur une mer d'argent ombrée d'azur avec deux poissons au naturel, au soleil d'or rayonnant sur deux nues d'argent occupant tout le chef, et chargé en cœur d'un X (partie du chrismon) de sable, alias de gueules ».
Dans sa charge épiscopale, Berteaud continue d'exercer ses talents de prédicateur, aussi les instructions écrites de sa part sont-elles rares. Son érudition et sa maîtrise de la littérature classique le placent parmi les meilleurs lettrés de l'épiscopat français ; pour Louis Veuillot, autorité en la matière, son langage mystique de premier ordre.
Avec onze de ses collègues évêques, il apporte son soutien au Comité catholique de Charles de Montalembert, organe qui promeut la liberté de l'enseignement secondaire. En 1844, Berteaud s'oppose — comme Lamennais — au second projet de loi du ministre de l'Instruction publique Abel François Villemain qui autorise la fondation d'établissements d'enseignement privés mais qui les soumet à une exigeante surveillance de l’État ; le projet échoue à la Chambre des pairs,.
En 1848, Berteaud apporte son soutien à la Deuxième République ; dans une lettre circulaire du 14 avril 1848, il demande au clergé de Corrèze de faire succéder à la célébration de la Pâques l'exercice du droit de vote des paroissiens ; en accompagnant les fidèles jusqu'aux bureaux de vote, les prêtres doivent souligner que leur choix doit être guidé par la défense des principes de l'Église catholique. De fait, le gouvernement considère que Berteaud exerce une « influence très dangereuse pour les […] élections ». D'abord rallié au Second Empire, ce qui lui vaut d'être fait chevalier de la Légion d'honneur le 16 juin 1856, il s'en écarte à partir de 1859, quand la politique impériale s'exerce en défaveur des États pontificaux en Italie. Il condamne alors la politique étrangère du gouvernement et entre en résistance contre l'Empire en refusant avec systématisme de faire grâce aux demandes de l'administration des Cultes de déplacer ceux de ses desservants qui sont en conflit avec l'autorité civile.
L'évêque de Tulle est une personnalité importante du courant néo-ultramontain, dont les chefs de file dans l'épiscopat dans les débuts de la Troisième République sont Charles-Émile Freppel et Jean-Pierre Mabile. Cette école de pensée, tenante d'une interprétation maximaliste du Syllabus de Pie IX, fait du retour du pouvoir temporel du pape une condition sine qua non pour la reconstruction de la France après la guerre de 1870 et refuse de distinguer ordre civil et ordre religieux ; pour les ultramontains, le droit des sociétés modernes doit reposer exclusivement sur la doctrine de l'Église. Malgré son soutien sans faille à Pie IX, Berteaud n'effectue son premier voyage ad limina qu'en 1862 ;  il retourne ensuite à Rome en 1867 puis en 1870 pour le premier concile œcuménique du Vatican. À cette occasion, il se distingue comme un des plus fervents partisans de l'infaillibilité pontificale.
Ami intime du journaliste de L'Univers Louis Veuillot, Berteaud est qualifié par son biographe d'« évêque d'autrefois » ; son attachement à la tradition, loin d'être une position purement intellectuelle, est intensément expérimenté : « Le Moyen-Âge, les temps apostoliques étaient son époque : il y vivait ». Au début de l'année 1872, Berteaud fait publier Les rois chrétiens, brochure dans laquelle il défend la restauration de la royauté légitime comme le moyen le plus sûr pour l'Église catholique de reconquérir son influence sur la société.

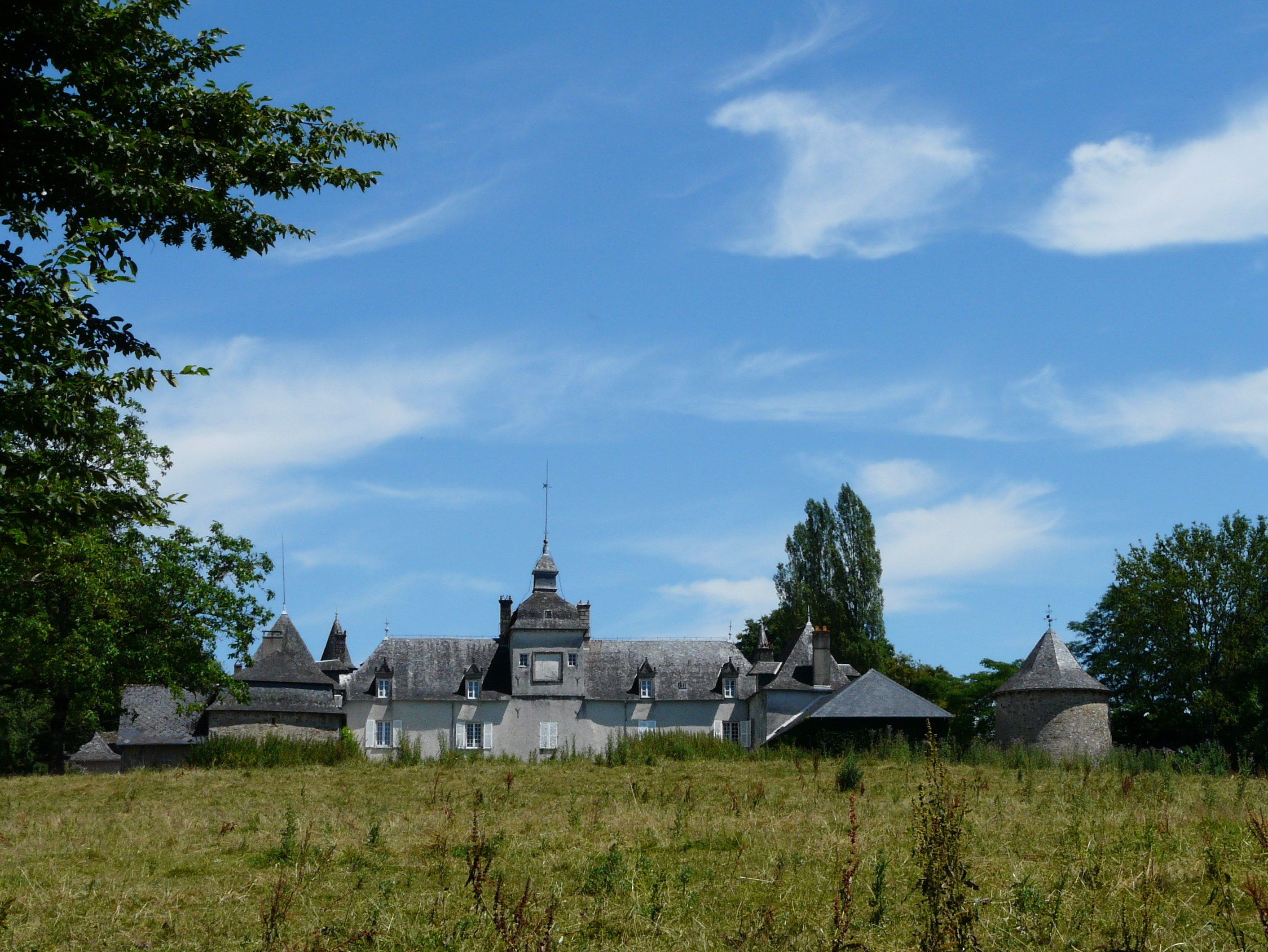
Château épiscopal de la Morguie, où Berteaud meurt en 1879.

Berteaud démissionne le 3 septembre 1878, à l'âge de 80 ans,. Son diocèse est alors « dans un état fâcheux », ce qui peut s'expliquer par une gestion compliquée par son âge avancé doublé de son caractère intransigeant et détaché des préoccupations terrestres. Son successeur Dénéchau, un prélat libéral, réduit fortement l'influence des ultramontains sur la direction du diocèse de Tulle. Après sa mort au château de la Morguie le 2 mai 1879, le cercueil de Berteaud est placé dans la crypte de la chapelle du grand séminaire de Tulle — actuel Conseil départemental de la Corrèze — ; du fait de la loi de séparation de 1905, les catholiques en sont expulsés en 1906 et le cercueil est transféré au couvent des Ursulines du quai de Vallon (renommé quai Péri). Dans les années 1950, les restes de Pierre Berteaud sont finalement déplacés à la chapelle du cimetière du Puy-Saint-Clair.

## Distinction
- Chevalier de la Légion d'honneur (16 juin 1856)[14]